# Wladimir Smirnow (Skilangläufer)
Wladimir Michailowitsch Smirnow (kasachisch Владимир Смирнов, kasachisch ۆلادىيمىير سمىيرنوۆ, kasachisch Vladïmïr Smïrnov, russisch Владимир Михайлович Смирнов; * 7. März 1964 in Schtschutschinsk, Oblast Zelinograd, Kasachische SSR, Sowjetunion) ist ein ehemaliger kasachischer Skilangläufer. Ursprünglich startete er für die Sowjetunion, 1992 noch unter den Farben der GUS, danach für Kasachstan.

## Leben und Karriere
Smirnow wurde bei den Nordischen Junioren-Skiweltmeisterschaften 1981 in Schonach Fünfter über 15 km und Vierter mit der Staffel und holte bei den Nordischen Junioren-Skiweltmeisterschaften 1982 in Murau jeweils Bronze über 15 km und mit der Staffel. Seine ersten Weltcuppunkte holte Smirnow im Dezember 1982, mit dem 17. Platz im 15-km-Lauf in Davos. Im März 1983 gewann er bei den Juniorenweltmeisterschaften im finnischen Kuopio wurde er Vizeweltmeister über 15 Kilometer und gewann mit der sowjetischen 3-mal-5-Kilometer-Staffel die Goldmedaille. Im folgenden Jahr holte er bei den Juniorenweltmeisterschaften in Trondheim Silber über 15 km und Gold mit der Staffel. Seinen ersten Sieg im Weltcup feierte er 1986 in Kawgolowo. Insgesamt gewann er 29 Weltcup-Rennen, 1991 und 1994 wurde er Weltcup-Gesamtsieger. Im Oktober 1988 erlitt er einen Armbruch, doch konnte er den Trainingsrückstand wettmachen und am 18. Februar 1989 in Lahti die Weltmeisterschafts-Goldmedaille im 30-km-klassisch-Bewerb erringen. Bei Skiweltmeisterschaften gewann er fünf Gold-, drei Silber- und drei Bronzemedaillen. Am erfolgreichsten war er 1995 in Thunder Bay, als er dreifacher Weltmeister wurde.
Smirnow nahm von 1988 bis 1998 an vier Olympischen Winterspielen teil. 1994 wurde er erster Olympiasieger für das unabhängig gewordene Kasachstan und erhielt im selben Jahr als erster Kasache die Holmenkollen-Medaille. Er freundete sich mit seinen größten Rivalen, den Norwegern Vegard Ulvang und Bjørn Dæhlie, an und trat in einigen Fernsehshows von Dæhlie auf. Smirnow leitete das Bewerbungskomitee der Stadt Almaty für die Olympischen Winterspiele 2014, doch die Bewerbung wurde im Juni 2006 nicht für die zweite Runde berücksichtigt.
Von 1998 bis 2004 gehörte Smirnow der Athletenkommission des IOC an. Von 2006 bis 2010 war er einer der Vizepräsidenten der Internationalen Biathlon-Union (IBU), des Dachverbandes aller nationalen Biathlonverbände. Er lebt in Sundsvall in Schweden, ist verheiratet und hat zwei Töchter.

## Erfolge

### Olympische Winterspiele
- 1988 in Calgary: Silber über 30 km, Silber mit der Staffel, Bronze über 15 km
- 1994 in Lillehammer: Gold über 50 km, Silber im Verfolgungsrennen, Silber über 10 km
- 1998 in Nagano: Bronze im Verfolgungsrennen

### Weltmeisterschaften
- 1987 in Oberstdorf: Silber mit der Staffel
- 1989 in Lahti: Gold über 30 km
- 1991 in Val di Fiemme: Silber über 30 km, Bronze über 15 km
- 1993 in Falun: Silber im Verfolgungsrennen, Silber über 10 km, Bronze über 30 km
- 1995 in Thunder Bay: Gold über 10 km, Gold im Verfolgungsrennen, Gold über 30 km, Bronze über 50 km

### Weltcupsiege im Einzel
| Nr. | Datum             | Ort            | Disziplin                         |
| --- | ----------------- | -------------- | --------------------------------- |
| 1.  | 23. Februar 1986  | Kawgolowo      | 15 km klassisch Individualstart   |
| 2.  | 9. Januar 1988    | Kawgolowo      | 30 km klassisch Individualstart   |
| 3.  | 17. Februar 1989  | Lahti          | 30 km klassisch Individualstart 1 |
| 4.  | 25. Februar 1990  | Reit im Winkl  | 30 km Freistil Individualstart    |
| 5.  | 15. Dezember 1990 | Davos          | 15 km klassisch Individualstart   |
| 6.  | 19. Dezember 1990 | Les Saisies    | 30 km klassisch Individualstart   |
| 7.  | 5. Januar 1991    | Minsk          | 15 km Freistil Individualstart    |
| 8.  | 18. Dezember 1992 | Val di Fiemme  | 30 km Freistil Individualstart    |
| 9.  | 16. Januar 1993   | Bohinj         | 15 km Freistil Individualstart    |
| 10. | 11. Dezember 1993 | Santa Caterina | 30 km klassisch Individualstart   |
| 11. | 21. Dezember 1993 | Toblach        | 10 km klassisch Individualstart   |
| 12. | 22. Dezember 1993 | Toblach        | 15 km Freistil Individualstart    |
| 13. | 9. Januar 1994    | Kawgolowo      | 15 km klassisch Individualstart   |
| 14. | 15. Januar 1994   | Oslo           | 15 km Freistil Individualstart    |
| 15. | 27. Februar 1994  | Lillehammer    | 50 km klassisch Individualstart 2 |
| 16. | 5. März 1994      | Lahti          | 15 km Freistil Individualstart    |
| 17. | 27. Januar 1995   | Lahti          | 15 km Freistil Individualstart    |
| 18. | 28. Januar 1995   | Lahti          | 15 km klassisch Individualstart   |
| 19. | 11. Februar 1995  | Oslo           | 50 km klassisch Individualstart   |
| 20. | 9. März 1995      | Thunder Bay    | 30 km klassisch Individualstart 3 |
| 21. | 11. März 1995     | Thunder Bay    | 10 km klassisch Individualstart 3 |
| 22. | 13. März 1995     | Thunder Bay    | 10/15 km Verfolgung 3             |
| 23. | 26. November 1995 | Vuokatti       | 10 km klassisch Individualstart   |
| 24. | 9. Januar 1996    | Štrbské Pleso  | 50 km Freistil Individualstart    |
| 25. | 13. Januar 1996   | Nové Město     | 15 km klassisch Individualstart   |
| 26. | 24. Februar 1996  | Trondheim      | 30 km Freistil Individualstart    |
| 27. | 9. März 1996      | Falun          | 10 km Freistil Individualstart    |
| 28. | 10. März 1996     | Falun          | 15 km Verfolgung klassisch        |
| 29. | 18. Januar 1997   | Lahti          | 30 km klassisch Individualstart   |
| 30. | 7. März 1998      | Lahti          | 30 km klassisch Individualstart   |

### Siege bei Continental-Cup-Rennen
| Nr. | Datum             | Ort           | Disziplin       | Serie           |
| --- | ----------------- | ------------- | --------------- | --------------- |
| 1.  | 5. Dezember 1992  | Tauplitz      | 15 km klassisch | Continental Cup |
| 2.  | 6. April 1995     | Kalix         | 10 km klassisch | Continental Cup |
| 3.  | 17. November 1996 | Bruksvallarna | 15 km klassisch | Continental Cup |
| 4.  | 31. Januar 1999   | Yongpyong     | 15 km klassisch | Continental Cup |

### Weltcup-Gesamtplatzierungen
| Saison  | Gesamt | Gesamt | Langdistanz | Langdistanz | Sprint | Sprint |
| Saison  | Punkte | Platz  | Punkte      | Platz       | Punkte | Platz  |
| ------- | ------ | ------ | ----------- | ----------- | ------ | ------ |
| 1982/83 | 4      | 59.    | –           | –           | –      | -      |
| 1983/84 | 22     | 31.    | –           | –           | –      | -      |
| 1984/85 | 21     | 30.    | –           | –           | –      | -      |
| 1985/86 | 78     | 3.     | –           | –           | –      | -      |
| 1986/87 | 64     | 5.     | –           | –           | –      | -      |
| 1987/88 | 71     | 5.     | –           | –           | –      | -      |
| 1988/89 | 74     | 5.     | –           | –           | –      | -      |
| 1989/90 | 74     | 7.     | –           | –           | –      | -      |
| 1990/91 | 163    | 1.     | –           | –           | –      | -      |
| 1991/92 | 93     | 3.     | –           | –           | –      | -      |
| 1992/93 | 649    | 2.     | –           | –           | –      | -      |
| 1993/94 | 830    | 1.     | –           | –           | –      | -      |
| 1994/95 | 866    | 2.     | –           | –           | –      | -      |
| 1995/96 | 1034   | 2.     | –           | –           | –      | -      |
| 1996/97 | 309    | 9.     | 193         | 3.          | 34     | 37.    |
| 1997/98 | 431    | 3.     | 184         | 4.          | 247    | 3.     |